# Шато-д'Е
Шато-д'Е (фр. Château-d'Œx) — громада в Швейцарії в кантоні Во, округ Рів'єра-Пеї-д'Ано.

## Географія
Громада розташована на відстані близько 60 км на південний захід від Берна, 39 км на схід від Лозанни.
Шато-д'Е має площу 113,7 км², з яких на 2,9 % дозволяється будівництво (житлове та будівництво доріг), 44,6 % використовуються в сільськогосподарських цілях, 36 % зайнято лісами, 16,5 % не є продуктивними (річки, льодовики або гори).

## Демографія
2019 року в громаді мешкало 3456 осіб (+7 % порівняно з 2010 роком), іноземців було 25,7 %. Густота населення становила 30 осіб/км².
За віковим діапазоном населення розподілялося таким чином: 20,1 % — особи молодші 20 років, 55,3 % — особи у віці 20—64 років, 24,6 % — особи у віці 65 років та старші. Було 1557 помешкань (у середньому 2,2 особи в помешканні).
Із загальної кількості 1682 працюючих 231 був зайнятий в первинному секторі, 297 — в обробній промисловості, 1154 — в галузі послуг.